# St. Romanus (Vogtsburg)

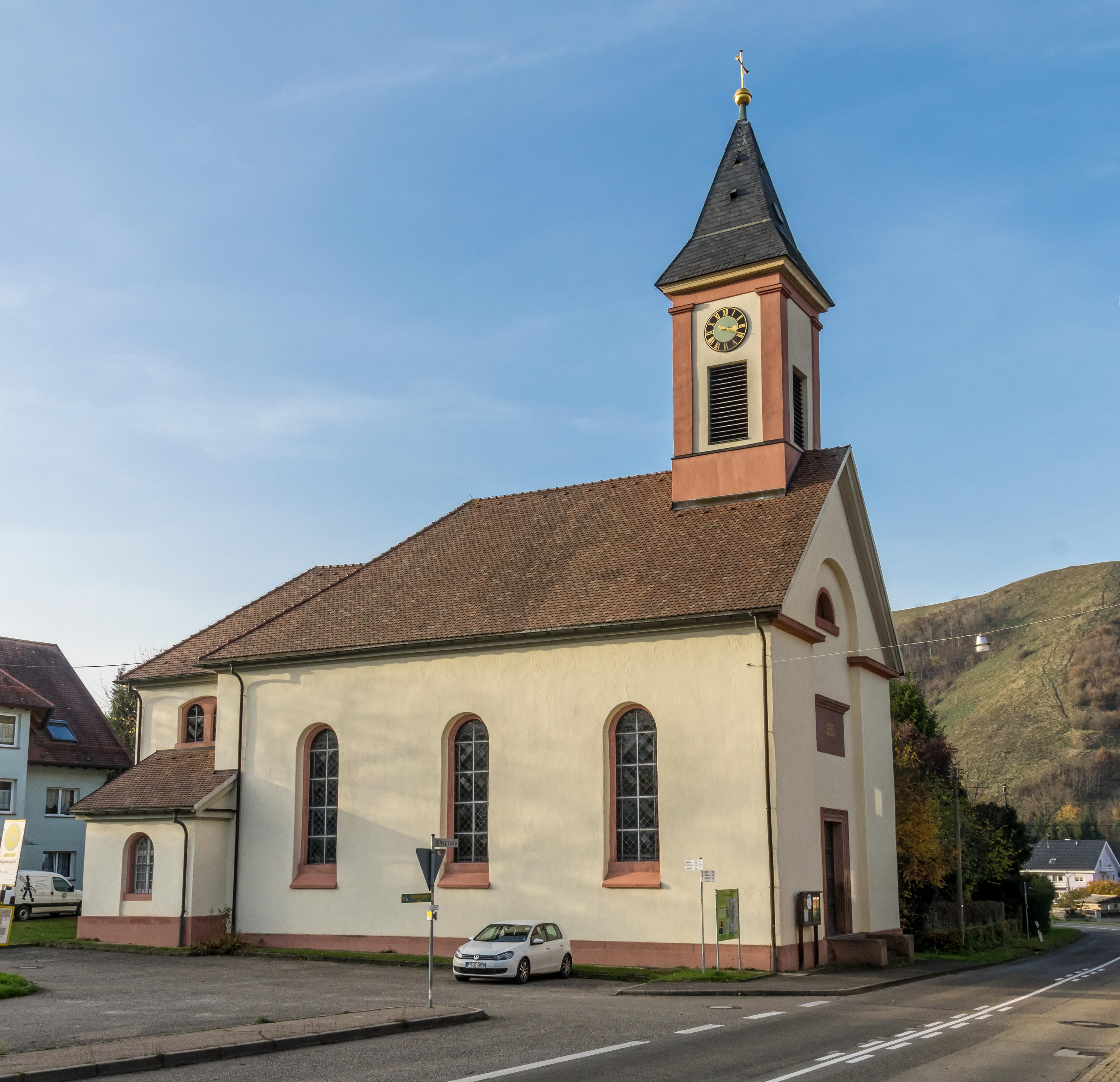
St. Romanus in Vogtsburg

Die römisch-katholische Filialkirche St. Romanus steht in Vogtsburg im Kaiserstuhl, einer Stadt im Landkreis Breisgau-Hochschwarzwald in  Baden-Württemberg. Die Kirchengemeinde gehört zum Erzbistum Freiburg. Das Bauwerk ist beim Landesamt für Denkmalpflege Baden-Württemberg als Baudenkmal eingetragen.

## Beschreibung
Die neuromanische Saalkirche wurde 1835 nach einem Entwurf von Hans Voß erbaut. Sie besteht aus einem Langhaus und einem eingezogenen, gerade geschlossenen Chor im Westen. Aus dem Satteldach des Langhauses erhebt sich ein quadratischer Dachreiter, der die Turmuhr, deren Zifferblätter an zwei Seiten stehen, und den Glockenstuhl mit einer historischen Kirchenglocke beherbergt, und der mit einem Pyramidendach bedeckt ist. 
Der Innenraum wurde um 1900 einheitlich ausgemalt und mit einer Kirchenausstattung versehen.